# Зопови
Зопови (пол. Zopowy, нім. Soppau) — село в Польщі, у гміні Ґлубчиці Ґлубчицького повіту Опольського воєводства.
Населення — 454 особи (2011).

## Демографія
Демографічна структура станом на 31 березня 2011 року:
|          | Загалом | Допрацездатний вік | Працездатний вік | Постпрацездатний вік |
| -------- | ------- | ------------------ | ---------------- | -------------------- |
| Чоловіки | 236     | 43                 | 172              | 21                   |
| Жінки    | 218     | 39                 | 129              | 50                   |
| Разом    | 454     | 82                 | 301              | 71                   |